# Jaramit Weffer
Jaramit Leonor Weffer Guanipa (3 de noviembre de 1985) es una luchadora venezolana de lucha libre. Compitió en seis Campeonatos Mundiales, logró la 7.ª posición en 2008. Consiguió una medalla de bronce en los Juegos Panamericanos de 2011 y acabó en el décimo lugar de 2015. Logró tres medallas en los Juegos Centroamericanos y del Caribe, de plata en 2010. Segunda en Campeonato Centroamericano y del Caribe en 2014. Obtuvo dos medallas de en los Juegos Suramericanos, de oro en 2006. Ganó dos oros en Juegos Bolivarianos, de 2005 y 2013. Seis veces subió al podio de los Campeonatos Panamericanos. Representó a su país en la Copa del Mundo en 2008 clasificándose en la 8.ª posición.